# تجمع علماء البيئة في بوركينا فاسو
تجمع علماء البيئة في بوركينا (بالفرنسية: Rassemblement des Écologistes du Burkina) هو حزب سياسي في بوركينا فاسو.

## خلفية
شارك مرشح الحزب رام يدراوغو في الانتخابات الرئاسية في 13 نوفمبر 2005، واحتل المركز الخامس من بين 13 مرشحا بنسبة 2.04٪ من الأصوات.